# Phyllophaga congrua
Phyllophaga congrua är en skalbaggsart som beskrevs av Leconte 1856. Phyllophaga congrua ingår i släktet Phyllophaga och familjen Melolonthidae. Inga underarter finns listade i Catalogue of Life.